# Иван Крамбергер
Иван Крамбергер (4. мај 1936 — 7. јун 1992) био је словеначки проналазач, писац, добротвор и политичар. Године 1992, убијен је током свог предизборног говора.

## Рани живот и каријера
Крамбергер је рођен у Жењаку, некадашњем селу (сада делу насеља Бенедикт) на североистоку Словеније, у Краљевини Југославији. Био је једно од једанаесторо деце у сиромашној породици. Обогатио се у Немачкој, где је радио као болнички техничар и патентирао низ побољшања за апарате за дијализу. Средства која је прикупио од ауторских хонорара за своје патенте, расподелио је међу сиромашнима у Словенији на начин Робин Худа, а такође је купио и апарате за дијализу за болнице у Словенији. Живео је скромно са супругом и децом и уживао је у сакупљању и поправци старинских аутомобила. Такође је прозван „добротвором из Негове“ (словен. dobrotnik iz Negove).

## Политичар
Био је ексцентрична личност у словеначким медијима и политици. Држао је популистичке политичке говоре на Прешерновом тргу у Љубљани. Био је познат по томе што је држао дуге говоре - понекад и сатима - без коришћења белешки, и привлачио је огромне масе где год да је ишао. Уз подршку народа, био је један од кандидата у првом кругу председничких избора у Словенији 1990, на којима је освојио 18,5% гласова и освојио треће место. Две године касније, изјавио је да неће бити кандидат на председничким изборима у Словенији 1992, већ да ће се уместо тога кандидовати са својом политичком странком на парламентарним изборима у Словенији 1992. године.

## Смрт
Крамбергер је убијен 7. јуна 1992. године у Јуровском Долу, у општини Ленарт, док је завршавао предизборни говор, само неколико месеци пре званичног почетка предизборне кампање. До данас се сматра да су резултати истраге били лоши и да је превише необичних околности остало неразјашњено. Само два сата након инцидента, претпостављени убица, Петер Ротар, пронађен је у јако пијаном стању и ухапшен. Ни чаура ни метак који је пробио Крамбергерове груди никада нису пронађени. Ротар је наводно пуцао у Крамбергера карабином са велике удаљености од 64 метра и под тешким углом, а путања метка (који се одбио након што је прошао кроз Крамбергерово тело) оцењена је као готово немогућа. То је довело до гласина да је Крамбергера убио професионални снајпериста, вероватно са везама са Војском Словеније или СДБ-ом.
У току хапшења, Ротар је признао да је починио дело, али је негирао да је имао икакве везе са атентатом када је био трезан. Суочио се са суђењем и брзо је осуђен на 12 година затвора. Његова наводна мотивација за убиство никада није разјашњена. Ротар је пуштен на слободу у мају 2001. године, након што је одслужио мање од осам година затвора. Од тренутка када је осуђен па све до смрти у јануару 2019. године, наставио је да тврди да је невин и да је коришћен као жртва.